# Гарута, Люция Яновна
Лю́ция Я́новна Гару́та (латыш. Lūcija Garūta; 14 мая 1902, Рига — 15 февраля 1977, там же) — латвийская пианистка и композитор. Заслуженный деятель искусств Латвийской ССР (1962).

## Биография
Начала учиться игре на фортепиано в семилетнем возрасте у Ото Фогельманиса, затем занималась у Марии Жилинской, изучала гармонию под руководством Николая Алунана. Окончила Латвийскую консерваторию по классам композиции у Язепа Витола в 1924 году и фортепиано у Людмилы Гомане-Домбровской год спустя. Она работала на Рижском радио с 1925 по 1926 год. Продолжила совершенствовать своё мастерство в Париже, где училась у Альфреда Корто и Изидора Филиппа по фортепиано, Поля Ле Флема по инструментовке и Поля Дюка по композиции. Как солистка и аккомпаниатор давала многочисленные концерты в Латвии и за её пределами. Затем, в силу болезни, в значительной степени переключилась на занятия композицией. С 1940 года преподавала теорию музыки и композицию в Латвийской государственной консерватории, с 1973 года — профессор.
Похоронена в Риге на Лесном кладбище.
В независимой Латвии основан Фонд Гаруты, который занимается популяризацией её музыки. На доме № 11 по улице Марияс, где жила Гарута, установлена мемориальная доска.

## Творчество
Сочинения Гаруты испытали влияние композиторов позднего романтизма и Скрябина. Наибольшее внимание привлекла к себе оратория «Господь, Твоя земля в огне!» (латыш. Dievs, Tava zeme deg!) для тенора, баритона, хора и органа, написанная в 1943 году на слова Андрея Эглитиса. Премьера оратории состоялась 15 марта 1944 года в рижском соборе Святой Гертруды, исполнителями выступили хор Теодора Рейтера под его управлением, певцы Адолфс Кактыньш и Марис Ветра, партию органа исполнила автор; на сохранившейся аудиозаписи премьеры слышны звуки бомбёжки. В советский период оратория считалась утраченной, однако в 1982 г. композитор и музыковед Лонгинс Апкалнс разыскал аудиозапись в архивах немецких радиостанций и реконструировал партитуру; 8 мая 1982 года оратория вновь прозвучала в Стокгольме. В СССР возрождение оратории состоялось в 1988 году, её исполнил хор «Ave Sol» под управлением Иманта Кокара. В настоящее время оратория «Господь, Твоя земля в огне!» включена в Культурный канон Латвии.

## Сочинения
- Опера «Серебряная птица» (Sidrabotais putns; 1938, вторая редакция 1960)
- Концерт для фортепиано с оркестром (1951)

Для оркестра
- «Размышление» (1934)
- «Моя Родина», симфонические вариации (Manā dzimtenē; 1936)
- «Золотой конь», симфоническая поэма (Zelta zirgs; 1959)

- Более 70 сочинений для хора и оркестра

Камерная музыка
- Три цикла вариаций для фортепиано (1921, 1933, 1951), прелюдии, обработки народных песен для рояля.
- Соната для фортепиано (1924)
- Соната для скрипки и фортепиано (1927)

## Награды
- Медаль «За трудовое отличие» (03.01.1956)
- Заслуженный деятель искусств Латвийской ССР (1962)